# آیرو براوو ۷۰۰
آیرو براوو ۷۰۰ (به انگلیسی: Aero_Bravo_700) یک هواگرد ملخ‌پیشین تک‌موتوره از نوع هواگرد سبک ساخت شرکت Aero Bravo است.